# Herman Spöring

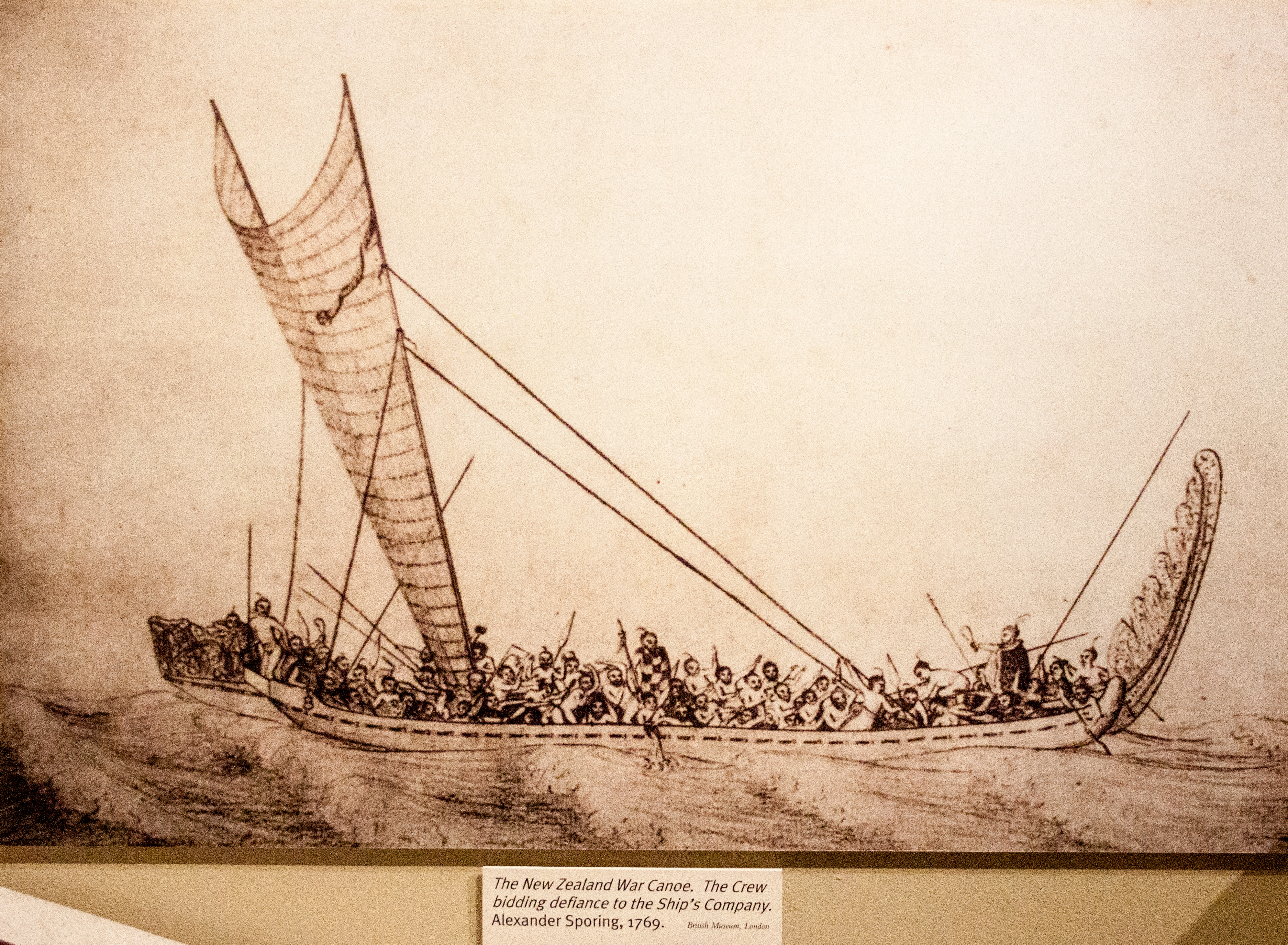
Drawing by Spöring

Herman Spöring (Turku, 1733 – 24 gennaio 1771) è stato un esploratore, botanico e naturalista finlandese. È principalmente noto per l'incarico ottenuto al seguito di Joseph Banks a bordo della HMS Endeavour capitanata da James Cook, nella famosa spedizione del 1768 per osservare il transito di Venere nell'Oceano Pacifico.

## I primi anni di vita
Nacque nel 1733 nella città finlandese di Turku, a quel tempo la principale città del Paese ed importante centro amministrativo sotto il Regno di Svezia. Era figlio di un naturalista dilettante e professore di Medicina presso l'Accademia reale di Turku, Herman Spöring Senior (1701-1747). Il giovane Spöring frequentò l'Accademia studiando medicina sotto suo padre.
Intorno al 1755, all'età di 22 anni, si recò a Londra, dove lavorò presso un orologiaio. Durante questo periodo conobbe il naturalista svedese Daniel Carlsson Solander, che lo assunse per un certo periodo come impiegato personale.
Nel 1768 Spöring fu arruolato come impiegato, assistente naturalista e segretario personale al seguito di Joseph Banks, un giovane botanico benestante che si stava preparando per una spedizione sponsorizzata dalla Royal Society nell'Oceano Pacifico. Questa spedizione aveva come principale obiettivo l'osservazione del transito di Venere ma era inoltre destinata a studi scientifici della flora e della fauna di eventuali nuove terre incontrate. Infatti lo scopo riservato del viaggio (in particolare, dal punto di vista dell'Ammiragliato britannico) era quello di cercare le prove dell'esistenza della Terra Australis Incognita o Terra australe sconosciuta, un continente ipotetico sito nell'emisfero australe talvolta indicato come Magellanica.
L'altro naturalista incaricato durante il viaggio era il già noto Daniel Solander, ex datore di lavoro di Spöring, che lo aveva raccomandato per il posto quando si era arruolato. Solander era un ex allievo e pupillo del celebre botanico svedese fondatore della moderna tassonomia, Linneo.
Spöring era anche un abile fabbricatore di strumenti, e in aggiunta ai suoi doveri di catalogazione gli furono assegnate la cura e la manutenzione delle apparecchiature scientifiche della nave durante il viaggio.

## Il viaggio nel Pacifico

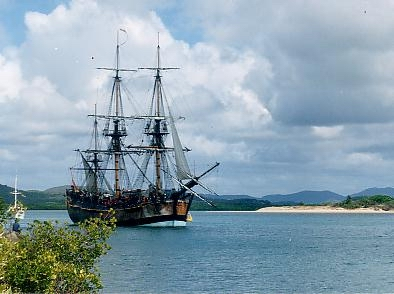
Una replica della HMS Endeavour

La spedizione lasciò l'Inghilterra nel 1768, a bordo della Endeavour sotto il comando del tenente James Cook della Royal Navy, diretta verso le Isole della Società (l'odierna Tahiti). Vi giunsero nel 1769 in tempo per le osservazioni del transito di Venere del 3 giugno. Spöring dovette tra l'altro provvedere a riparare il quadrante astronomico danneggiato a seguito di un tentativo di furto da parte dei tahitiani locali o da membri della spedizione che furono scambiati per tali.
Lasciate le Isole della Società, la spedizione salpò verso sud, raggiungendo la Nuova Zelanda, dove Spöring e gli altri naturalisti trascorsero i mesi successivi raccogliendo e documentando esemplari di piante native e di vita animale. Ad un isolotto presso una baia, oggi nota come Tolaga Bay (non lontano dalla moderna cittadina di Gisborne), Cook conferì il nome di Spöring island in onore del botanico. L'isola è oggi conosciuta con la sua denominazione originale in lingua māori, Pourewa Island.
La spedizione proseguì quindi verso ovest e, nell'aprile 1770, la Endeavour incontrò la costa sud-orientale del continente australiano, e così facendo diventarono i primi europei noti per aver navigato sul lato orientale del continente. La spedizione fece il primo approdo in un sito che Cook denominò Botany Bay, molto vicino al luogo in cui 18 anni dopo sarebbe stata stabilita la colonia di Sydney. Banks, Solander e Spöring raccolsero da questo sito altri esemplari vegetali e faunistici unici. Questa raccolta sarebbe poi notevolmente aumentata, quando la Endeavour fu posta per diverse settimane in riparazione, dopo essersi arenata su una sezione della Grande Barriera Corallina molto più a nord. I naturalisti si avvalsero quindi della preziosa possibilità di arricchire la raccolta e la catalogazione di nuove specie proprio durante la sosta forzata della nave presso l'Endeavour river.
Una volta che le riparazioni furono completate, la spedizione continuò verso nord alla volta del porto di Batavia nelle Indie Orientali. Cook fu in grado di registrare con orgoglio che al raggiungimento di Batavia non aveva « un solo uomo sulla lista dei malati » (diario di bordo, 15 ottobre 1770), a differenza di tanti altri vascelli che normalmente raggiungevano quel porto con gran parte dell'equipaggio debilitato dallo scorbuto. Tuttavia la città era nota per le sue epidemie di malaria e per le condizioni malsane del porto. Prima del loro ritorno a casa nel 1771 molti uomini dell'equipaggio di Cook soccombettero alla malattia, tra cui Spöring stesso. Sulla via del ritorno egli morì di dissenteria a seguito di complicanze legate ad una intossicazione alimentare e fu sepolto in mare il 24 gennaio 1771 (diario di bordo, 25 gennaio 1771).

## Commemorazioni ed eredità
Spöring ha una statua commemorativa a lui dedicata a Sydney, in Australia.
Nel 1990, una pietra prelevata da Pourewa (Spöring islands) è stato trasportata al luogo natale del botanico a Turku, in Finlandia, per essere inserita in un monumento creato per commemorare i suoi successi ed i legami con la Nuova Zelanda, in qualità di primo finlandese ad esservi sbarcato.
Tra i suoi lavori notevoli si ricorda la scoperta e l'illustrazione di un certo numero di specie australiane fino ad allora sconosciute. I suoi colleghi e successori che hanno studiato i suoi lavori hanno riconosciuto la precisione e l'accuratezza dei suoi disegni e delle sue annotazioni. I suoi sforzi, insieme a quelli degli altri che parteciparono al viaggio, fornirono nuovi materiali cruciali per lo studio della botanica e consentirono ulteriori progressi nel corso dello sviluppo storico della teoria dell'evoluzione.